# 7 Cups
7 Cups (trước đây gọi là 7 Cups of Tea) là một trang web (cũng có sẵn trong một ứng dụng) cung cấp liệu pháp trực tuyến và hỗ trợ miễn phí cho những người trải qua cảm xúc đau buồn bằng cách kết nối họ với những người nghe được đào tạo. Người nghe, được đào tạo về cách lắng nghe tích cực, tương tác với người đang tìm kiếm sự trợ giúp thông qua một cuộc trò chuyện ẩn danh và bí mật. Thành viên phải từ 13 đến 17 tuổi ở độ tuổi thanh thiếu niên và 18+ đối với độ tuổi trưởng thành. Người nghe phải từ 15 tuổi trở lên.
Trang web lấy tên từ bài thơ cùng tên của nhà thơ Trung Quốc Lục Tông thế kỷ thứ 9. Nó là một công ty khởi nghiệp Y Combinator do nhà tâm lý học Glen Moriarty thành lập vào tháng 7 năm 2013.